# Cukromocz
Cukromocz – obecność cukru w moczu.
W zależności od rodzaju cukru w moczu można rozróżnić:
- glukozuria – przy obecności glukozy
- melituria – obecność innego niż glukoza cukru w moczu:
  - galaktozuria – przy obecności galaktozy
  - fruktozuria – przy obecności fruktozy
  - laktozuria – przy obecności laktozy
  - pentozuria – przy obecności cukrów z grupy pentoz takich jak: ryboza, rybuloza, ksyloza, ksyluloza

Najczęściej spotyka się glukozurię. W warunkach prawidłowych nie stwierdza się glukozy w moczu. Obecność glukozurii jest wskazaniem do oznaczenia glukozy w surowicy. Może być objawem cukrzycy. 
Innymi przyczynami cukromoczu mogą być: uszkodzenie kanalików nerkowych, guzy przysadki mózgowej, działanie niektórych leków i hormonów.
W warunkach prawidłowych próg nerkowy glikemii wynosi 150–180 mg/dl. U ciężarnych wartość ta jest mniejsza niż 150 mg/dl, dlatego u kobiet w ciąży może występować tzw. fizjologiczna glukozuria.
W cukrzycowej chorobie nerek próg nerkowy glikemii zwiększa się do 300 mg/dl. Oznacza to, że mimo znacznej hiperglikemii np. 200 mg/dl nie stwierdza się cukromoczu. Glukozuria może wystąpić mimo prawidłowej glikemii. Objaw ten jest wynikiem zaburzeń czynności kanalików proksymalnych nerek i określony jest jako glukozuria nerkowa. 
Rozróżnia się 3 kategorie cukromoczu:
- cukromocz łagodny
  - typ A - spowodowany obniżeniem progu nerkowego i obniżeniem maksymalnej resorpcji glukozy
  - typ B - obniżony próg nerkowy, prawidłowa resorpcja glukozy
  - typ C - zupełny brak resorpcji glukozy
- cukromocz w przebiegu cukrzycy i cukrzycy ciężarnych
- cukromocz w przebiegu dysfunkcji kanalików nerkowych (zespół Fanconiego)